# Sony Ericsson G705
Il Sony Ericsson G705 è un telefonino slide prodotto dalla Sony Ericsson. Questo è il secondo telefono non smartphone della Sony Ericsson ad utilizzare la tecnologia Wi-Fi e GPS.

## Caratteristiche
- Massa: 98 g
- Dimensioni: 95 × 47 × 14,3 mm
- Fotocamera: 3.2 megapixel
- Risoluzione display: 240 × 320 pixel
- Memoria interna: 120 MB
- Bluetooth